# Bernhard Heiden
Bernhard Heiden, eigentlich Levi (geboren am 24. August 1910 in Frankfurt am Main; gestorben am 30. April 2000 in Bloomington, Indiana), war ein deutsch-amerikanischer Komponist und Hochschullehrer für Musik. Er studierte von 1929 bis 1933 an der Hochschule für Musik in Berlin Komposition bei Paul Hindemith, der ihn nachhaltig beeinflusste. Nach seiner Emigration in die USA war er in Detroit und Bloomington als Musiklehrer, Dirigent und Komponist tätig.

## Leben
Bernhard Heiden wurde 1910 in Frankfurt am Main als Sohn von Ernst und Martha Levi (geborene Heimer) geboren und zeigte schon früh großes Interesse an Musik und Komposition. Er wurde an Klavier, Klarinette und Violine unterrichtet und gleichzeitig in die Musiktheorie eingeführt. Schon als Kind von sechs Jahren komponierte er die ersten Stücke. 1929 nahm Heiden sein Studium an der Hochschule für Musik Berlin auf und studierte bei Paul Hindemith, dem führenden deutschen Komponisten seiner Zeit, dem er bereits in Frankfurt begegnet war. In seinem letzten Studienjahr 1933 erhielt Heiden den Mendelssohn-Preis für Komposition, gemeinsam mit Werner Trenkner. 1934 heiratete Bernhard Heiden seine Studienkollegin Kola de Joncheere. Auf der Flucht vor der Judenverfolgung im nationalsozialistischen Deutschland emigrierten sie 1935 in die Vereinigten Staaten von Amerika und gingen nach Detroit. Heiden unterrichtete acht Jahre an der dortigen Art Center Music School Klavier, Cembalo sowie Kammermusik. Während dieser Zeit leitete er das Detroit Chamber Orchestra. Nachdem er 1941 die US-amerikanische Staatsbürgerschaft angenommen hatte, trat er 1943 in das Musikcorps der US-Army ein. Er leitete hier die 445th Army Service Band, für die er mehr als 100 Stücke arrangierte. Nach dem Zweiten Weltkrieg nahm Heiden an der Cornell University sein Musikstudium wieder auf, um dort 1947 seinen Masterabschluss zu machen. Heiden erhielt eine Anstellung an der School of Music der Indiana University, wo er bis zu seiner Emeritierung 1981 einen Lehrstuhl für Kompositionslehre innehatte. Bis zu seinem Tod im Jahr 2000 war er als Komponist tätig.

## Werk
Der Komponist Nicolas Slonimsky beschrieb Heidens Musik als „neoklassisch in ihrer formalen Struktur und streng polyphon in ihrer Textur“; sie zeichne sich sowohl durch ihr makelloses formales Gleichgewicht wie auch ihre wirkungsvolle Instrumentierung aus. Die meisten Stücke Heidens sind entweder für Kammermusik-Ensembles mit Bläser- oder Streicherbesetzung geschrieben oder für Einzelinstrumente in Klavierduos. Er komponierte aber auch zwei Symphonien, eine Oper („The Darkened City“), ein Ballett („Dreamers on a Slack Wire“), sowie Gesangsstücke und Bühnenmusik wie beispielsweise für Theaterstücke Shakespeares. Zu seinen bekanntesten Schülern gehören Donald Erb und Frederick Fox.

## Einzelwerke
Auswahl:
- Sonata for alto saxophone and piano (1937) – uraufgeführt durch Laurence Lyon (Larry) Teal am 8. April 1937
- Diversion for alto saxophone and band (1943) – durch den Komponisten neu bearbeitet für Altsaxophon und Klavier (1984)
- Sonata for Piano, Four Hands (1946)
- Euphorion: Scene for Orchestra (1949)
- Quintet for French horn and string quartet (1952) – geschrieben für den Hornisten John Barrows
- Ballett: Dreamers on a Slack Wire (1953)
- Quintet for clarinet and strings (1955)
- Concerto for Piano, Violin, Violoncello and Orchestra (1956)
- Sonata for viola and piano (1959)
- Oper: The Darkened City, Libretto: Robert G. Kelly (1962)
- Concertino for String Orchestra (1967)
- Concerto for Violoncello and Orchestra (1967)
- Solo for alto saxophone and piano (1969) – geschrieben für den Saxophonisten Eugène Rousseau
- Concerto for Horn and Orchestra (1969)
- Solo for Alto Saxophone and Piano (1969)
- Intrada for woodwind quintet and Alto Saxophone (1970)
- Partita for Orchestra (1970)
- Concerto for Tuba and Orchestra (1976)
- Preludes for Flute, Double Bass and Harp (1988)
- Voyage for band (1991)
- Prelude, Theme and Variations for Alto Recorder (1994)
- Fantasia Concertante for alto saxophone and band
- Five Short Pieces for flute
- Serenade for bassoon, violin, viola, and cello
- Clarinet trio (zwei B-Klarinetten und eine Bassklarinette)
- Sonata for horn and piano
- Variations on “Liliburlero” for cello
- Sonatina for flute
- Sonata for Cello and Piano